# アジア・アトランティック・エアラインズ
アジア・アトランティック・エアラインズ (タイ語: เอเชีย แอตแลนติก แอร์ไลน์ส, 英語: Asia Atlantic Airlines) は、タイの国際チャーター便専門の航空会社である。略称はAAAであり、ロゴマークも3つのAをモチーフにしたものになっている。
2018年8月末ですべての便の運航を休止し、清算手続き中である。

## 概要
2012年12月に日本の旅行会社「エイチ・アイ・エス (H.I.S.)」が49%、H.I.S.のタイ現地法人「H.I.S. TOURS CO., LTD.」が39%、残り12%はパンラート・バイヨーク（バイヨーク・グループ　オーナー兼会長）が出資し設立されることが公表された。当初、社名はAsia Pacific Airlines Co., Ltd.（アジア・パシフィック・エアラインズ株式会社）を予定していたが、既に同名の航空会社があった。
2015年3月、国際民間航空機関（ICAO）がタイに対して「重要な安全性の懸念（SSC）」があると認定。これを受けた国土交通省 航空局（JCAB）などがタイへの路線の新規開設や増便などを制限したことで、当初計画していたビーチリゾートなどへのチャーターが実施できなくなった。ICAOは2017年10月にSSCを解除しているが、SSCの期間が長期に渡った影響などで経営が悪化。
2017年5月、H.I.S.での取締役会で、航空機リースや運営コンサルタントなどを行なう香港のSky Cruiser Holdingと、タイの航空関連コンサルタントを行なうAerolanceの2社を引受先とする第三者割当増資の実施を決議。H.I.S.グループの持ち株比率は8割台から3割以下に低下し、営業権もSky社に譲渡していた。その後、AAAは財務基盤と経営基盤の強化を図ると同時に、引き続きH.I.S.の事業とのシナジーを追求していく方針を表明していたものの、2018年6月の2018年10月期第2四半期決算でも、債権放棄損16億円を計上するに至った。さらに同年10月26日に開催された取締役会では、同社に対する債権回収が不可能との判断に伴い、特別損失約18億円を計上することを決議した。
2024年5月、一部報道で AIR THAILAND にリブランド、A330-300/3機で同年8月以降の就航を目指している　と発表があった

## 運航路線
- バンコク - 東京/成田（チャーター便、2013年8月20日〜2014年9月30日）
- 2015年に新規計画ではバンコクから日本15都市へ、日本15都市からシンガポールなど東南アジアへの双方向チャーター便を運航する。日本発路線では定期直行便の就航していない路線を中心に設定。2015年1月から4月まで設定するもので、のべ21区間、42往復運航する。6月に就航を発表していた成田－シェムリアップ（カンボジア）線は4往復設定した。2015年2月28日と3月13日に中部国際空港―シェムリアップ国際空港（カンボジア）国際空港間の往復直行チャーター便を運航し、3月7日と3月30日には広島空港からバリ島のデンパサール国際空港までの往復直行チャーター便を運航するなど日本各地の拠点空港から直行便が存在しないルートでの往復直行チャーター便を設定している。

## 保有機材

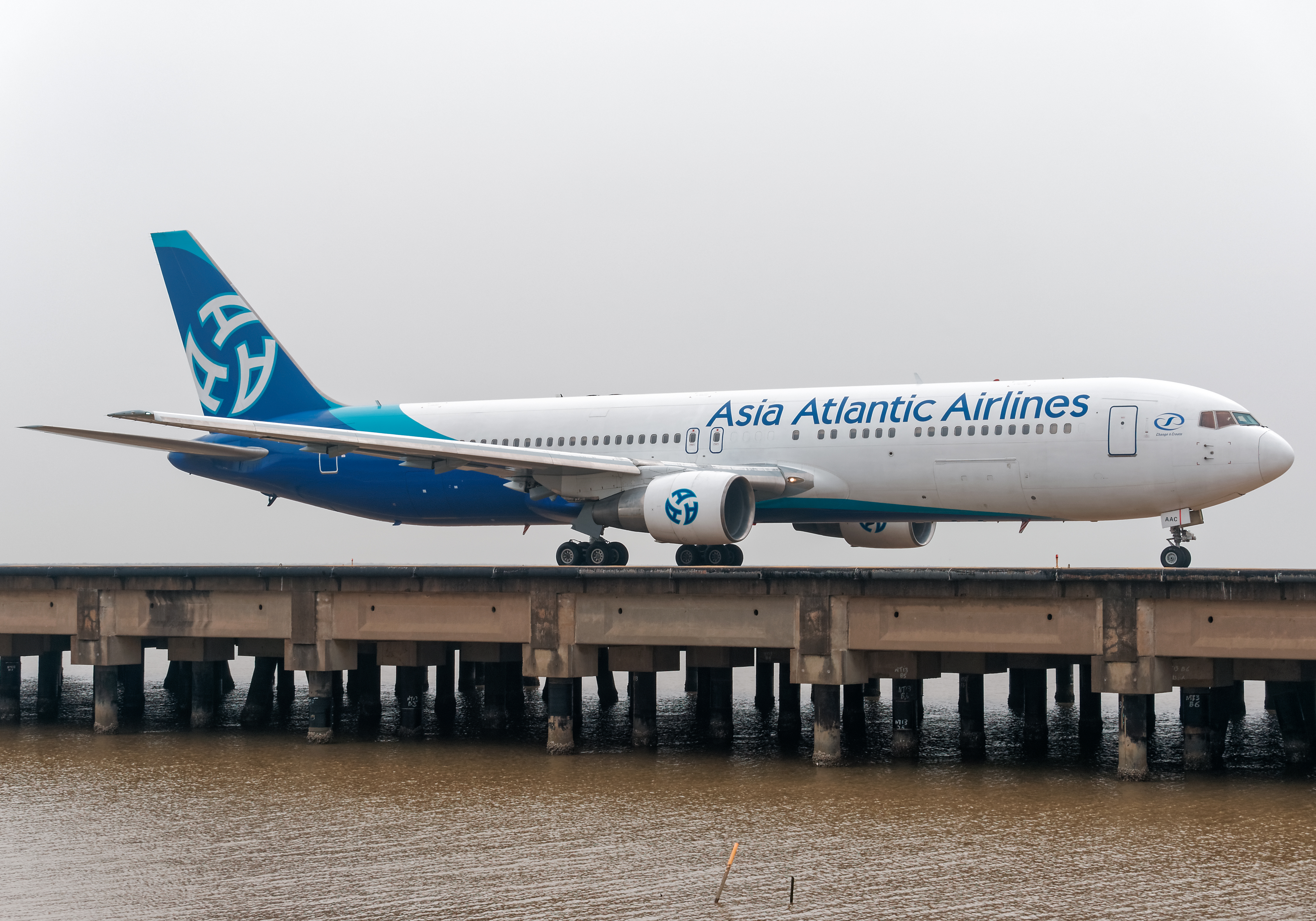
アジア・アトランティック・エアラインズのボーイング767-300ER

- ボーイング767-300ER型機 : 2機[6]

| アジア・アトランティック・エアラインズの運航機材一覧 | アジア・アトランティック・エアラインズの運航機材一覧 | アジア・アトランティック・エアラインズの運航機材一覧 | アジア・アトランティック・エアラインズの運航機材一覧 | アジア・アトランティック・エアラインズの運航機材一覧                                                                      | アジア・アトランティック・エアラインズの運航機材一覧 |
| 機体記号                                             | 型式                                                 | 製造番号/ライン番号                                  | 受領日                                               | 備考 |                                                      |
| ---------------------------------------------------- | ---------------------------------------------------- | ---------------------------------------------------- | ---------------------------------------------------- | --- | ---------------------------------------------------- |
| HS-AAC                                               | ボーイング767-300ER                                  | 25287/449                                            | 2013年07月12日                                       | 1号機。1992年製造。 ユナイテッド航空やアビアンカ航空などで使用された後、2013年に同社が中古機として導入。 （機材情報）     |                                                      |
| HS-AAB                                               | ボーイング767-300ER                                  | 24846/309                                            | 2013年08月21日                                       | 2号機。1990年製造。 スカンジナビア航空やアイスランド航空などで使用された後、2013年に同社が中古機として導入。 （機材情報） |                                                      |

## サービス
- チャーター便扱いのため運賃は燃油サーチャージ込みであり、別途支払いは不要。
- H.I.S.販売のパッケージツアー、航空券に限り、スワンナプーム国際空港における専用レーンでの入国サービスを実施する[7][8]。
- 機内食、受託手荷物なども格安航空会社 (LCC)とは違い追加購入ではなく、最低限度は込みの料金提示として従来のフルサービスキャリア並みのサービスを提供。なお2014年9月3日から新設される、プレミアムエコノミークラスではアルコールを無料で提供される予定。
- 音楽や映画、ビデオなどの機内エンターテインメントは未提供であったが、2014年9月3日からビジネス・プレミアムエコノミーともにタブレット端末の貸出し、映画・ゲーム・雑誌などのコンテンツを提供する予定である[9][10]。